# 海北圣若瑟堂
海北圣若瑟堂是一座位于黑龙江省海伦市海北镇的著名大型天主教堂。
1902年，法国神父陆平来到墨字三、六井，几年后教友达到上百户，1909年建成哥特式的圣若瑟大教堂，可容纳三千人，钟楼高43米。墨字三、六井也因此改名若瑟屯（今海北镇），在国内外享有盛名。
文革期间，大教堂被拆毁。1980年，重建了一座面积264平方米、可容纳800人的中型砖瓦结构教堂，开始恢复宗教活动。到1996年，海北信教人数多达4000人，韩国金荣焕主教资助了280万元，1999年6月开始重建大教堂，2000年10月19日竣工并举行了祝圣庆典。新教堂占地5528平方米，建筑面积2488平方米，钟楼最高点达46.4米，可容纳3000余人。